# Yuri Landman

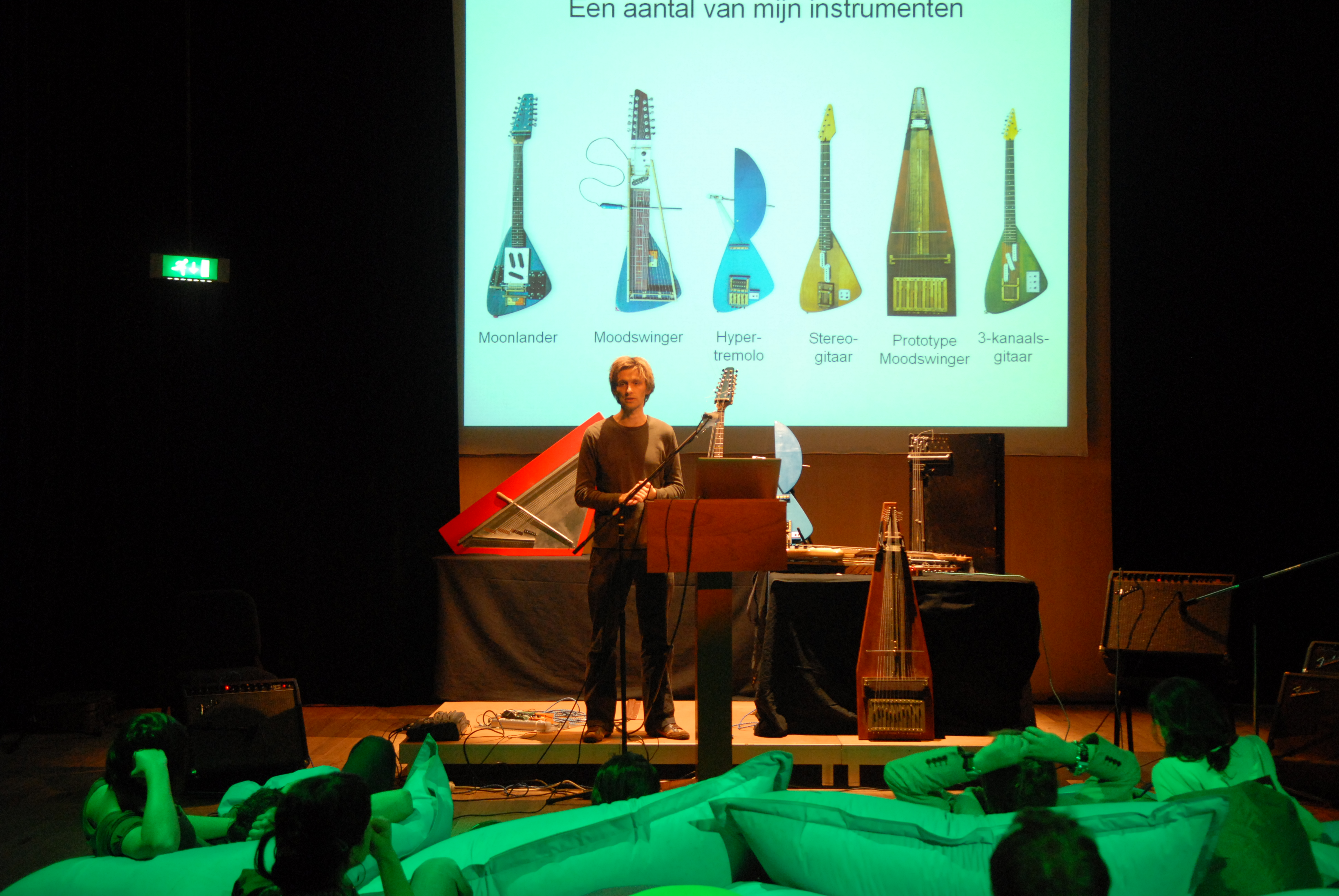
Yuri Landman bij een lezing over zijn gitaren

Yuri Landman (Zwolle, 1 februari 1973) is een Nederlandse ontwerper van muziekinstrumenten, muzikant en striptekenaar.

## Biografie

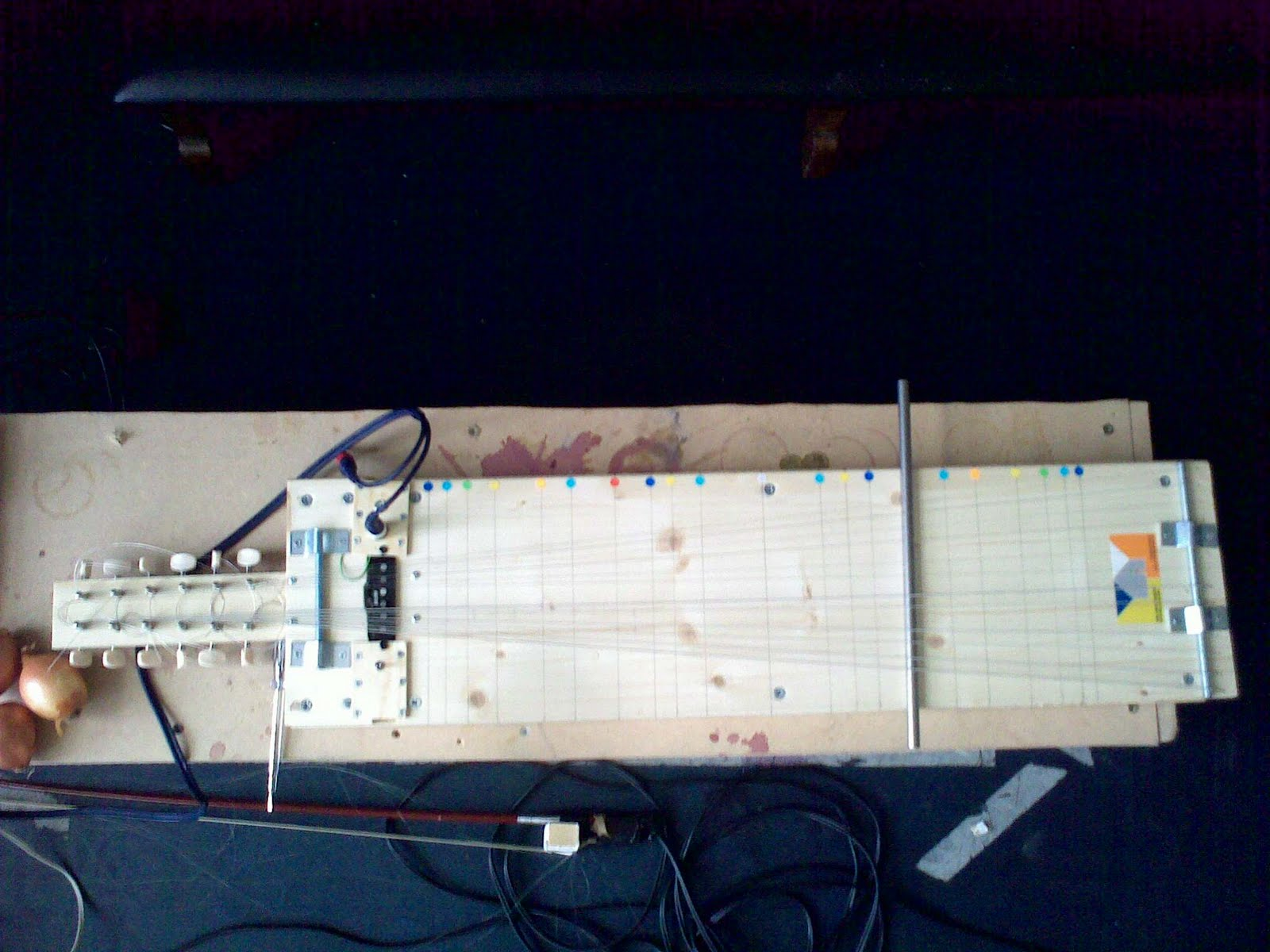
De Home Swinger

Landman begon als striptekenaar en publiceerde twee autobiografische stripboeken. Tussen 1998 en 2004 speelde hij in de bands Zoppo en Avec-A.
Tijdens de Avec-A periode begon hij aan het ontwerpen van elektrische snaarinstrumenten, voornamelijk gebaseerd op resonantie en boventonen. De ervaring die hij met meubelontwerp en houtbewerken bij het aankleden van zijn stripwinkel had opgedaan kwam hem bij de bouw van zijn instrumenten goed van pas. Na een periode waarin hij instrumenten voor zichzelf maakte, begon hij te bouwen voor anderen, waaronder bands als Liars, Sonic Youth, Blood Red Shoes, The Dodos, David Holmes, Half Japanese, Enon, Lou Barlow, dEUS, HEALTH, Liam Finn, The Veils en Micachu And The Shapes. Zijn bekendste instrumenten zijn de Moodswinger - een 3rd bridge-gitaar - en de Home Swinger, een zelfbouwvariant van de Moodswinger.
Rond 2010 concentreerde Landman zich minder op opdrachten voor bands en stapte over op educatief werk. Aanvankelijk gaf hij op festivals en in kunstenaarswerkplekken en concertzalen lezingen, workshops en demonstraties over zijn zelfgemaakte instrumenten. In de jaren erna verzorgde hij masterclasses instrumentenbouw, boventoontheorie, microtonaliteit en hacking-cultuur op kunstacademies, designacademies en conservatoria in meerdere Europese landen. Als muzikant was hij in deze periode actief met de band Bismuth en als solo-artist.
Het Musical Instrument Museum in Phoenix Arizona (het museum met de grootste instrumentencollectie ter wereld) heeft twee instrumenten van Landman in de collectie opgenomen.
In 2021 publiceerde hij na ruim twintig jaar weer een graphic novel, genaamd 1991. In Februari 2022 publiceert hij online een aantal hoofdstukken van nog een graphic novel waarin de massavormingstheorie van Mattias Desmet over de corona-crisis uitgelegd wordt.

## Boekpublicaties
- Je mag alles met me doen (stripboek, 1997)
- Het verdiende loon (stripboek, 1998); bekroond op de Stripdagen in Breda, een tweedaags evenement van het Stripschap, in 1998 met de aanmoedigingsprijs van de stad Breda voor jonge stripmakers.[8]
- Het geluk van een bokmuis (kinderboek, 2008, illustraties)
- 1991, (graphic novel, 2021, Uitgeverij Sherpa)

## Discografie
met Zoppo
- Chi Pratica lo Imare Zoppicare (LP, 1998)

met Avec-A
- Vivre dans l'aisance (2004)

- Library of Congress Control Number: no2019082148
- MusicBrainz: cfd2b2f0-9932-405c-9f79-b04580fbaa1a
- Nederlandse Thesaurus van Auteursnamen: 162953798
- RKD-Nederlands Instituut voor Kunstgeschiedenis: 229605
- Système universitaire de documentation: 225328704
- Virtual International Authority File: 1459149068565865730009